# African Space Craft
Albums de Keziah Jones
Blufunk Is a Fact
(1992) Liquid Sunshine
(1999)
African Space Craft, sorti en 1995 est le deuxième album du guitariste nigérian Keziah Jones. Il s'agit ici de l'album le plus rock enregistré par Keziah Jones à ce jour.

## Liste des titres
Toutes les chansons sont écrites et composées par Keziah Jones.
| 1.    | Million Miles From Home | 3:57 |
| 2.    | Colorful World          | 4:55 |
| 3.    | Prodigal Funk           | 4:51 |
| 4.    | Splash                  | 5:26 |
| 5.    | Dear Mr. Cooper         | 4:35 |
| 6.    | African Space Craft     | 8:15 |
| 7.    | Speech                  | 4:02 |
| 8.    | Cubic Space Division    | 3:32 |
| 9.    | Funk 'N' Circumstance   | 3:51 |
| 10.   | Man With The Scar       | 4:20 |
| 11.   | Never Gonna Let You Go  | 3:44 |
| 12.   | If You Know             | 3:06 |
| 54:34 |                         |      |

## Informations sur le contenu de l'album
- Million Miles From Home est également sorti en single
- Sammy Figueroa assure les parties de percussions
- Igor Tkachenko joue du piano sur Speech et If You Know
- Victor Sobolenko joue du violoncelle sur Speech et If You Know

## Musiciens
- Keziah Jones : voix, guitare
- Soul : basse
- Richie Stevens : batterie